# حزم آل طاهر (القطن)
'

تعديل مصدري - تعديل

حزم ال طاهر هي إحدى قرى عزلة القطن بمديرية القطن التابعة لمحافظة حضرموت، بلغ تعداد سكانها 25 نسمة حسب تعداد اليمن لعام 2004.